# Гросбодунген
Гросбодунген (њем. Großbodungen) општина је у њемачкој савезној држави Тирингија. Једно је од 89 општинских средишта округа Ајхсфелд. Према процјени из 2010. у општини је живјело 1.429 становника. Посједује регионалну шифру (AGS) 16061042.

## Географски и демографски подаци
Гросбодунген се налази у савезној држави Тирингија у округу Ајхсфелд. Општина се налази на надморској висини од 270 метара. Површина општине износи 15,5 km². У самом мјесту је, према процјени из 2010. године, живјело 1.429 становника. Просјечна густина становништва износи 92 становника/km².